# Управление „Военноремонтни бази и заводи“
Управление „Военноремонтни бази и заводи“ е бивше управление, част от Министерството на отбраната.

## История
Създава се след решение на Министерски съвет от 1 октомври 1965 г. на основание на решение № 528 и с министерска заповед № 00333 от 9 октомври 1965 г. се обявява създаването на управлението. Военнопощенския му номер е 35170, а главната му база е в София. На 1 януари 1978 г. номера на управлението се променя на 32630. На управлението се подчиняват следните военно-ремонтни бази и заводи:
- 148. авиоремонтна база – София /148. авиоремонтен завод;
- 146. авиоремонтна база – Пловдив /146. авиоремонтен завод;
- 149. авиоремонтна база -Толбухин /149. авиоремонтен завод;
- 166. ремонтна база за автотракторна техника – Враца /166. автотракторен завод;
- 121. централна база за ремонт на автобронетанкова и инженерна техника – София /121. авторемонтен завод;
- Танко авторемонтен завод – Търговище /МРЗ„Хан Крум“;
- 104. ремонтна база за автотракторна техника и инженерна техника – Провадия /104. завод за ремонт на автотракторна и инженерна техника;
- Главна кораборемонтна база – Варна /Военноморски флот;
- 147. артилерийска база – В. Търново /147. артилерийски технически ремонтен завод;
- 160. централна ремонтна радиолокаторна база – Божурище /160. артилерийски радиотехнически ремонтен завод;
- 233. база за ремонт на боеприпаси – Костенец /РБ „Септемврийска слава“;
- 109. ремонтна свързочна база – РГК – Разград /ВРЗ „Цар Калоян“.

През 1998 г. управлението е преобразувано в държавно предприятие „Терем“ ЕАД под управлението на Министерството на отбраната.

## Началници
- инженер-полковник Иван Кошинов 15 октомври 1968 – 22 януари 1976 г.
- инженер генерал-майор Петър Дайков
- генерал-полковник Борис Тодоров